# Ломейко Андрій Вікторович
Андрі́й Ві́кторович Ломе́йко (25 березня 1975 — 10 листопада 2014) — солдат 37-го окремого мотопіхотного батальйону Збройних Сил України, загинув в ході російсько-української війни. Один із «кіборгів».

## Короткий життєпис
Народився 25 березня 1975 року в селищі Кушугум Запорізького району. 1992 року закінчив Кушугумську ЗОШ, в 1993-1995-х відслужив строкову службу у лавах ЗС України, Новомосковськ.
До 2000 року працював оперативним працівником в УВС Комунарського РВ міста Запоріжжя, по тому — в ДП «Івченко-Прогрес», терміст.
Літом 2014-го мобілізований, кулеметник, 37-й окремий мотопіхотний батальйон — 93-тя окрема механізована бригада.
10 листопада 2014-го помер від втрати крові при транспортуванні до лікарні — зазнав важких поранень у спину та ноги при мінометному обстрілі російськими збройними формуваннями блокпосту біля Авдіївки поблизу Донецького аеропорту.
Вдома залишилась неповнолітня донька Карина (1997 р.н.) від першого шлюбу; похований в Кушугумі на Кушугумському цвинтарі.

## Нагороди та вшанування
- Указом Президента України № 311/2015 від 4 червня 2015 року, «за особисту мужність і високий професіоналізм, виявлені у захисті державного суверенітету та територіальної цілісності України, вірність військовій присязі», нагороджений орденом «За мужність» III ступеня (посмертно)[1].
- Рішенням Запорізької районної ради № 19 від 25 грудня 2014 року Андрію Ломейко присвоєно звання «Почесний громадянин Запорізького району» (посмертно)[2].